# Sigtuna kommunvapen

Kronan i Sigtuna vapen har kunglig anknytning.

Märsta kommuns vapen, som upphörde vid sammanläggningen med Sigtuna.

Sigtuna kommunvapen är samma vapen som fördes av Sigtuna stad. Trots att samma motiv fanns i stadens sigill redan 1311, fastställdes inte vapnet av Kungl. Maj:t (i vart fall inte i några bevarade handlingar) förrän i samband med bildandet av Sigtuna kommun 1971, när staden sammanlades med den dittillsvarande Märsta landskommun. Kommunvapnet registrerades sedan av kommunen hos Patent- och registreringsverket 1974 i samband med ny lagstiftning om skydd för svenska kommunvapen.
Kronan i vapnet har med all säkerhet kunglig anknytning. Enligt traditionen skall Sigtuna en gång ha varit kungasäte, och även om det inte har kunnat bevisas så har det i vart fall funnits kungligt myntverk i staden. Förutom att fungera som vapen och som sigillbild, så finns det också en bevarad stadsfana med detta motiv. På fanan omges vapenbilden av en krans och fyra eldkulor.

## Blasonering
Blasonering: I blått fält en krona av guld mellan tre sexuddiga stjärnor av silver, ordnade två och en.

## Vapen för upphörda kommuner inom den nuvarande kommunen
Märsta landskommun hade ett vapen med följande blasonering: I rött fält en bila och en nyckel i kors, båda av guld. Vapnet fastställdes av Kungl. Maj:t den 26 februari 1954 och upphörde när kommunen sammanlades med Sigtuna. Bilan kom från sigillet för Seminghundra härad och nyckeln från sigillet för Ärlinghundra härad. Symbolerna är sannolikt helgonattributen för S:t Olof respektive S:t Peter.